# 北廣薩省
北宽扎省位於安哥拉北部，與本哥省、南廣薩省、馬蘭哲省、威熱省等省份相鄰。